# Iglesia de los Dominicos de Arlés
La iglesia de los Dominicos de Arlés (en francés: église des Dominicains d'Arles), antiguamente iglesia de los Padres Predicadores (en francés: Église des Frères-Prêcheurs) es una antigua iglesia gótica de Francia, construida a finales del siglo XV por la orden de Predicadores en la ciudad de Arlés y que ahora está desafectada y es usada como sala de exposiciones.

## Historia

### La instalación de los Dominicos
Llegados a Arlés desde 1231, los Dominicos se establecieron inicialmente fuera de muros donde construyeron una primera capilla a principios de los años 1230 y luego una segunda antes de 1349, fecha cuando una nueva iglesia es signalée. Pero después de la destrucción del asentamiento extramural en 1361 por las tropas de Trastamara, los Padres predicadores encontraron refugio dentro de las murallas medievales, cerca del río Ródano, en el barrio de la Judería (el actual barrio de Méjan). Los hermanos predicadores arlesianos se asientan allí rápidamente en condiciones estrechas (en particular, sienten que están demasiado cerca de la sinagoga); así que cuando la orden se quiere desarrollar, se decidieron a construir una nueva iglesia más al este que la precedente.

La iglesia de los Dominicos (o de los Padres Predicadores) se indica con el número 3 (categoría de instituciones religiosas), cerca del Ródano, en el centro del mapa.

### Una nueva iglesia
La construcción de esta gran iglesia de estilo gótico meridional, conocida hoy como «iglesia de los Dominicos» y también «de los hermanos Predicadores», comenzó en diciembre de 1448 —la primera piedra se colocó por el buen rey René— y parece terminar a más tardar en 1499, cuando se consagró con el nombre de Notre-Dame-de-Confort.

### Vicisitudes y salvaguarda del edificio
Los Hermanos permanecen allí hasta la Revolución, cuando, dividida en 26 lotes, la iglesia fue vendida como bien nacional. Despojada de su mobiliario, sirvió como garajes y almacenes y en 1858 una fábrica hidráulica sustituyó incluso al más tardío claustro contiguo.
Al comienzo del siglo XX, varios proyectos de consolidación surgen sin éxito. El edificio fue clasificado como monumento histórico por orden de 27 de junio de 1921, y no fue hasta después de la Segunda Guerra Mundial cuando los poderes públicos logran canjear todas las parcelas. La ciudad, inicialmente asociada con el Ministerio de Cultura, se convirtió en la única propietario en 1981, fecha a partir de la que se llevan a cabo una serie de proyectos de consolidación del edificio y para exponer esculturas de los siglos XV y XVII que han sido restauradas. Todavía conocida con el nombre de la orden fundadora, la iglesia de los Dominicos es el mayor edificio religioso de estilo gótico de la ciudad.

## Descripción
La iglesia de los Dominicos de Arlés presenta la particularidad de estar fuertemente integrada en el tejido urbano de manera que globalmente  este monumento no se puede apreciar en su totalidad desde el exterior. Además las partes visibles sufren, la mayor parte del tiempo, de una holgura insuficiente para permitir una buena observación.
El edificio es de estilo gótico meridional, de nave única abovedada con crucería y que tiene cinco tramos; su nave principal está bordeada por capillas laterales menos altas, formando "naves laterales" pero sin comunicación entre ellas; la norte está dividida en cinco capillas, mientras que en el sur sólo está la capilla oriental, y que los tres tramos más occidentales están doblados al sur por una larga y espaciosa capilla fuera de obra, que sobresale lateralmente de la planta general, dedicada a Santo Domingo de Guzmán y construida en abril de 1469 por la famosa familia de Arlés de los Quiqueran Beaujeu. La iluminación de la nave central está garantizada por las altas ventanas dispuestas entre los contrafuertes exteriores contrarrestando el empuje de la nave a través de arbotantes.

Zonas norte y oeste
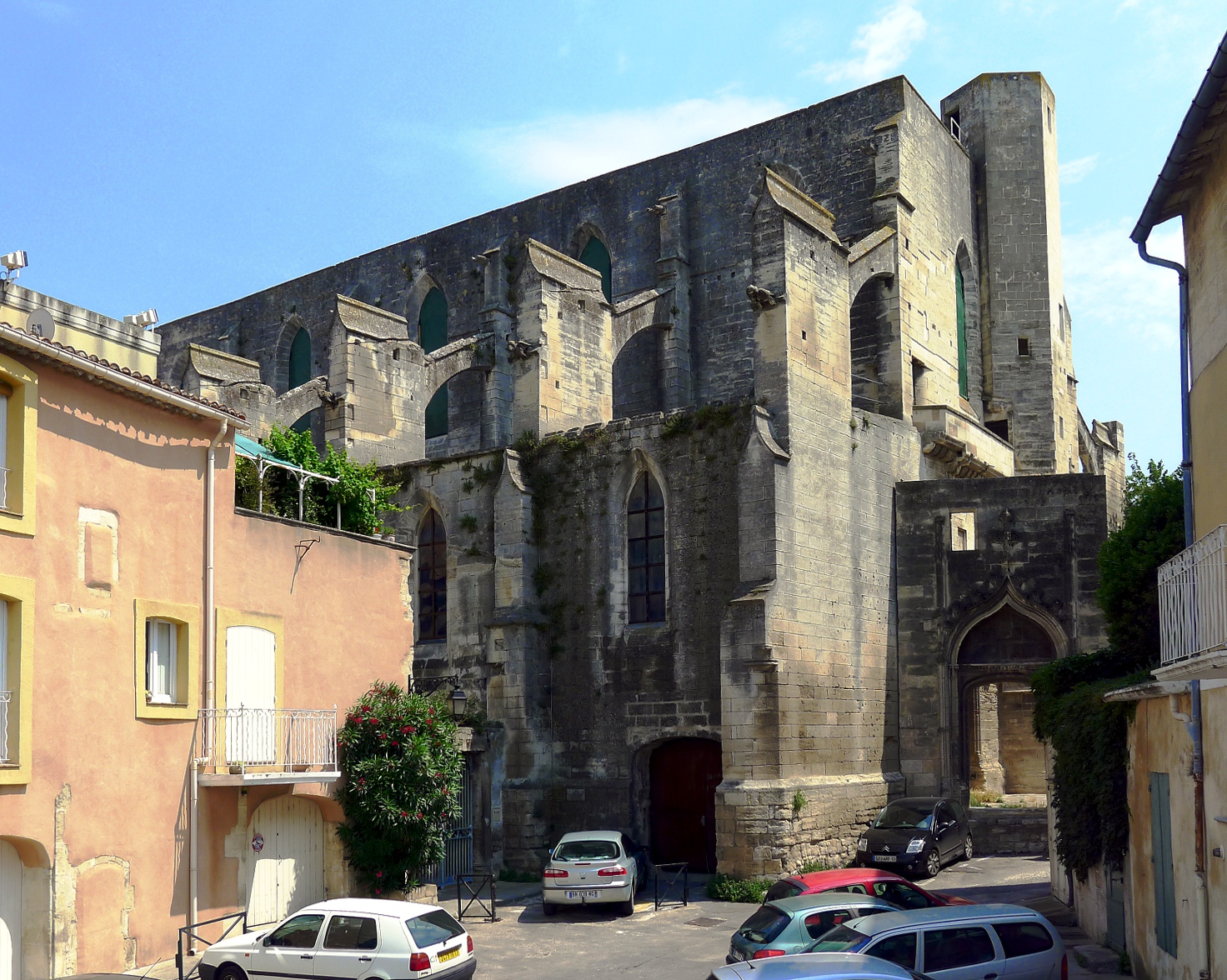
Iglesia vista desde el noroeste
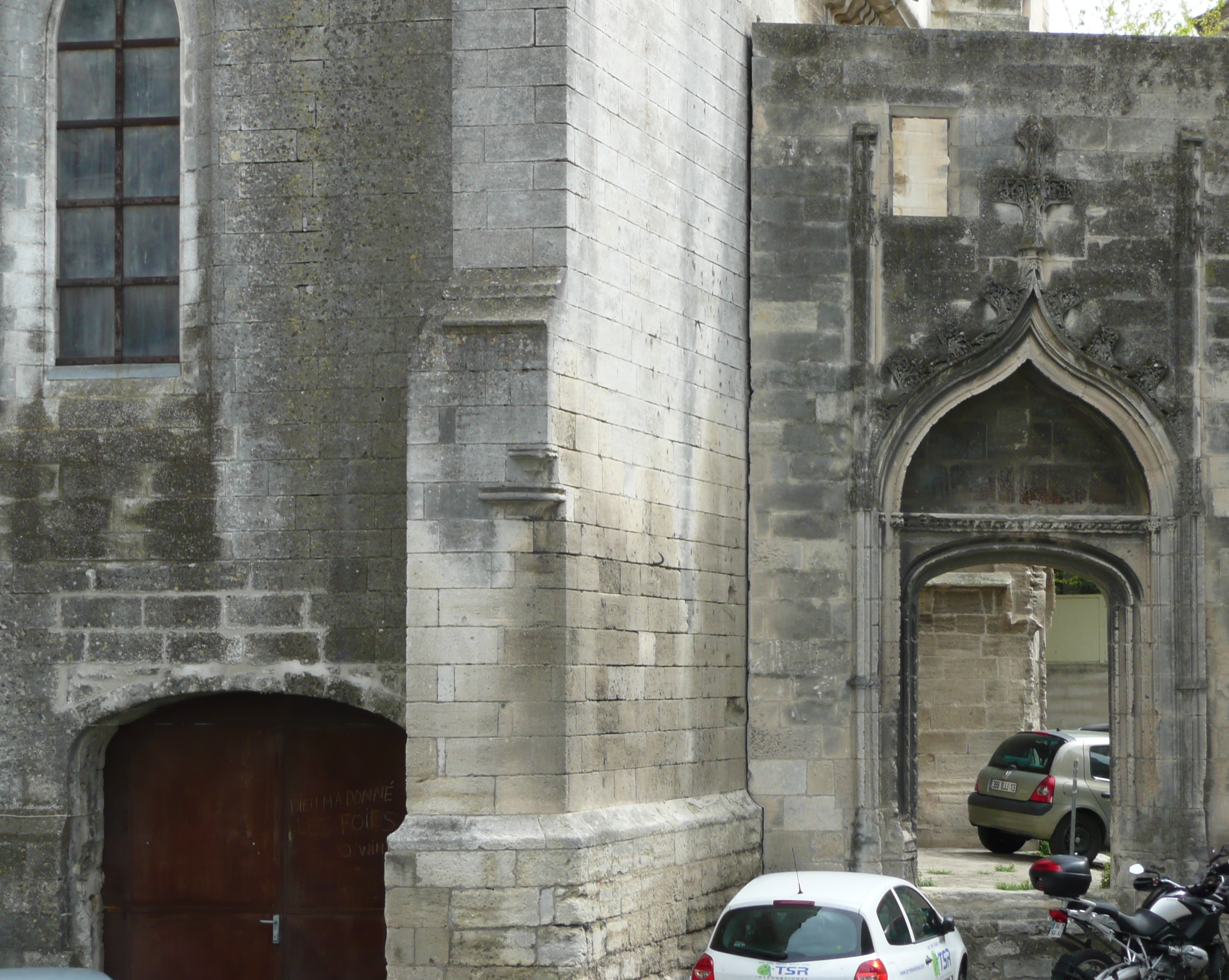
Puerta con decoración flamígera y restos del muro del claustro
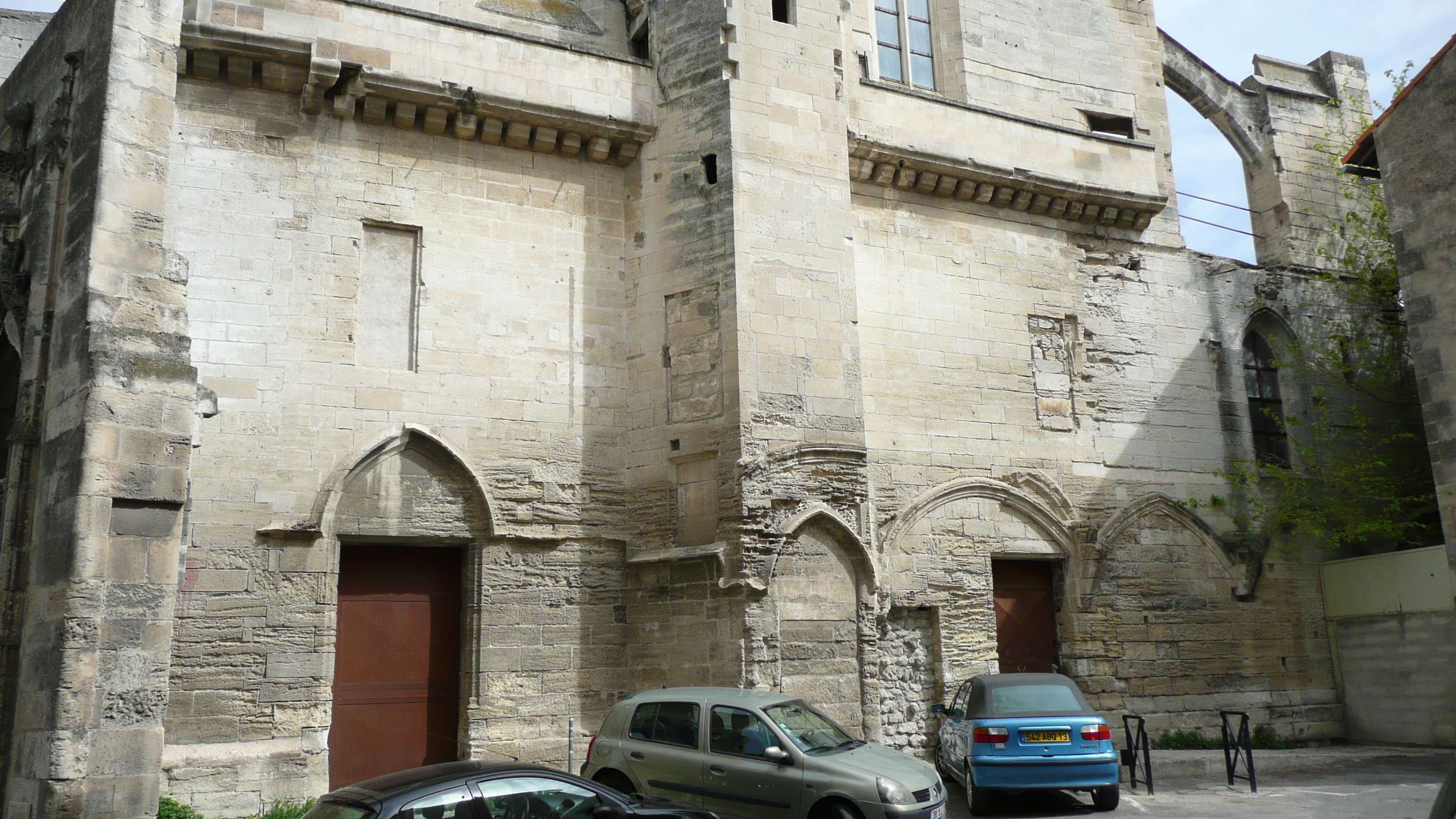
Fachada oeste, parte baja
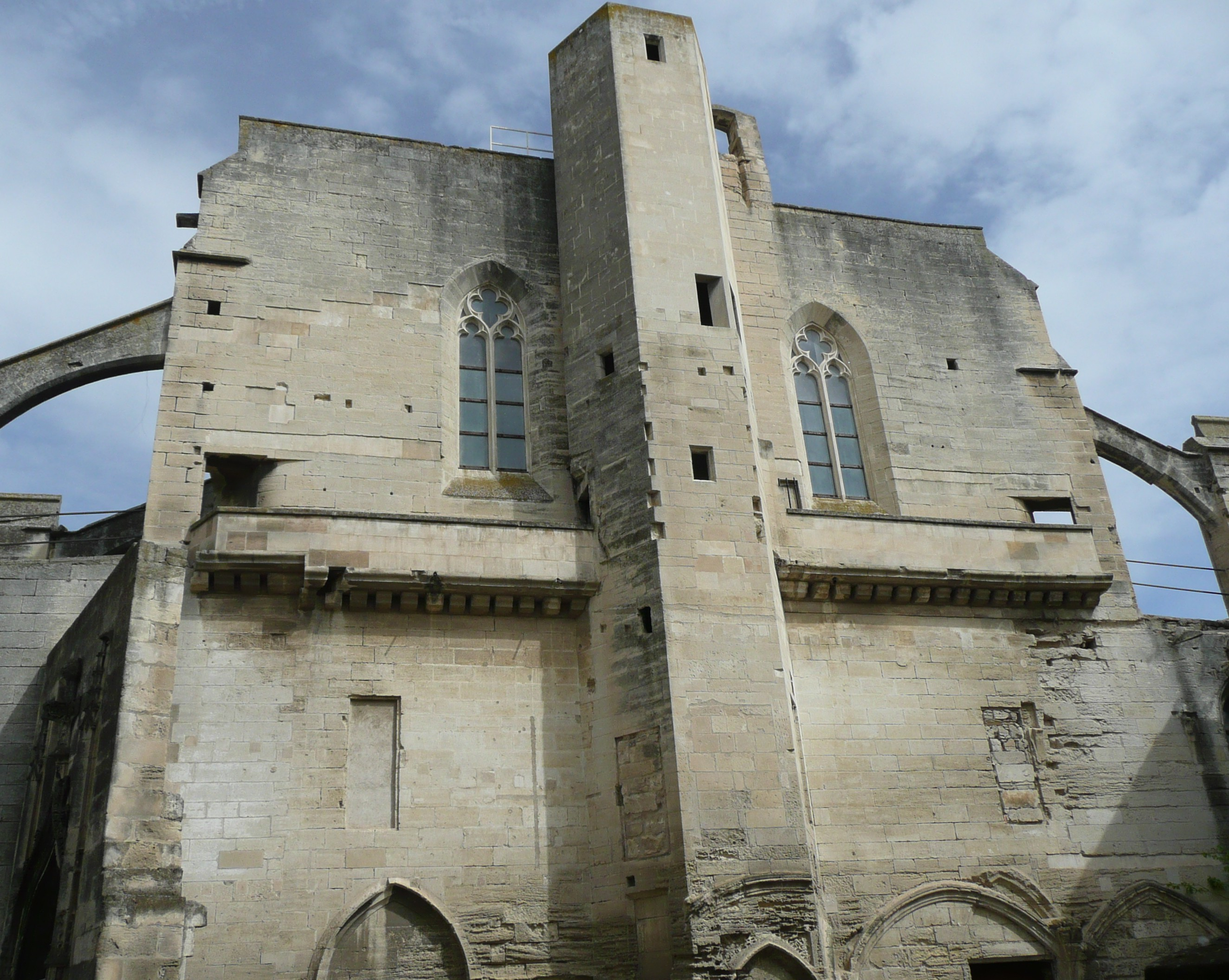
Fachada oeste, parte alta
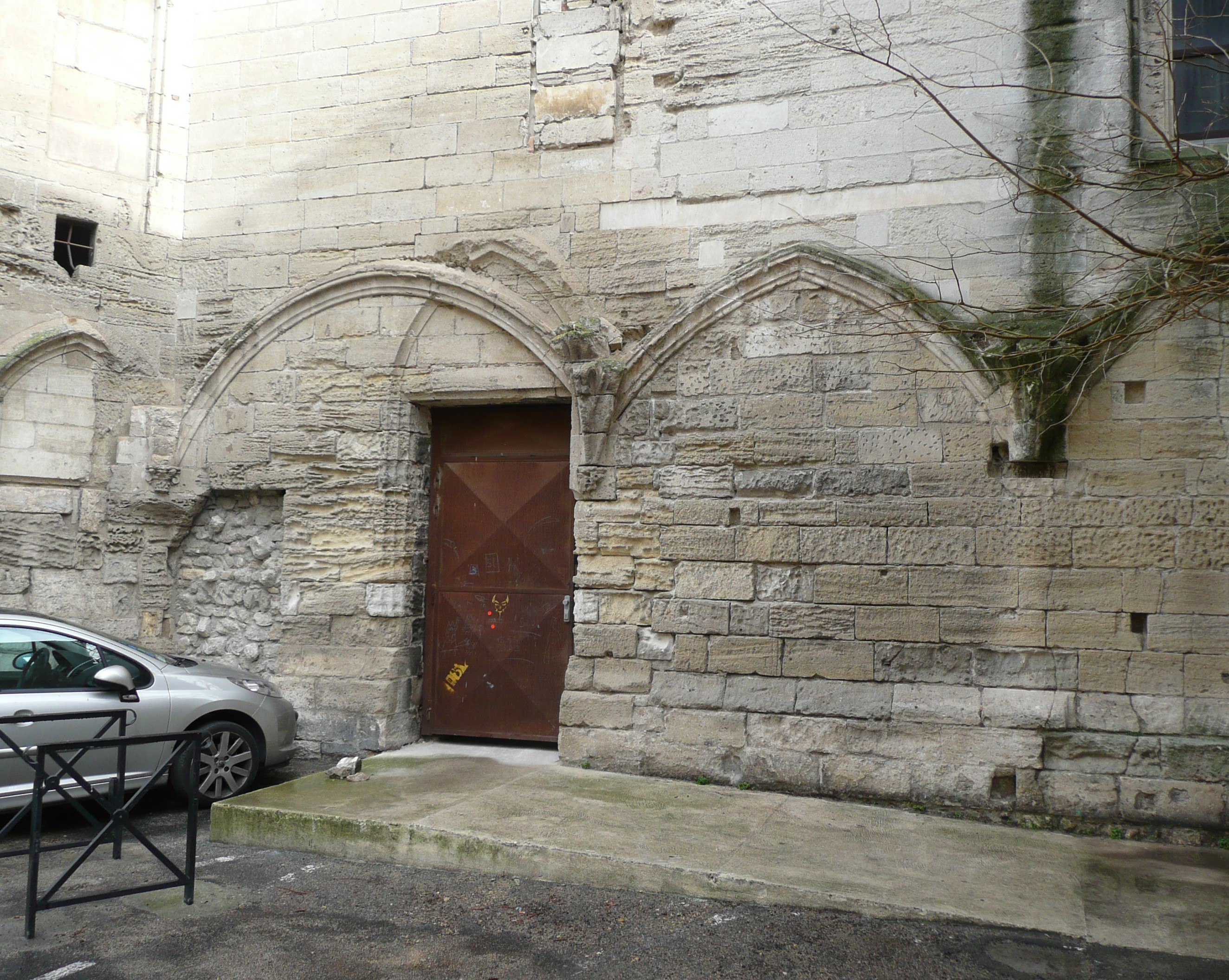
Vestigios adosados al claustro, mitad sur fachada oeste
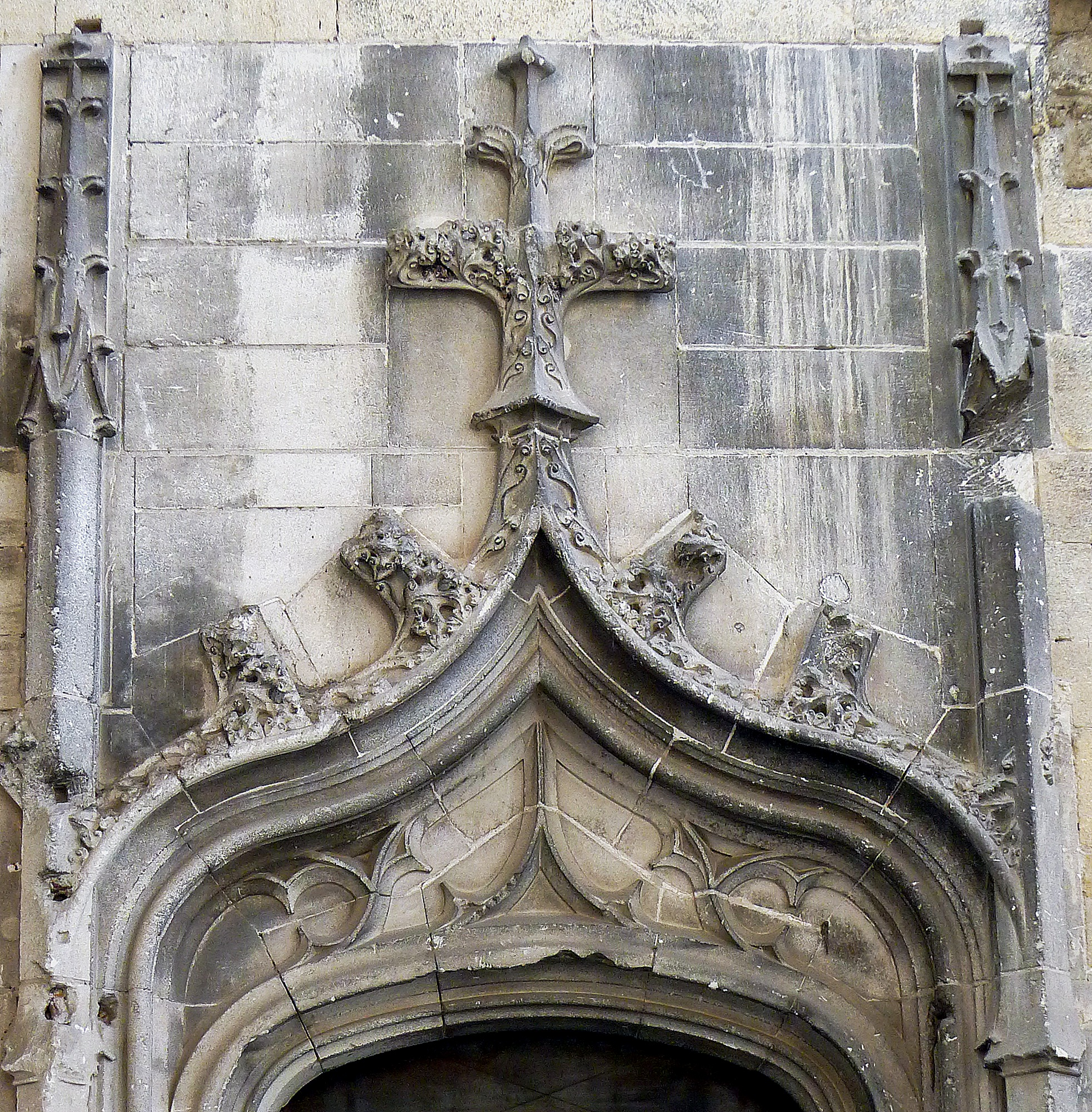
Puerta de estilo gótico flamígero

El ábside pentagonal es poco profundo y, como las capillas laterales, menos alto que la nave. Una capilla lateral está apoyada contra su muro sur.
La fachada oeste está dividida en dos partes por una torreta de planta hexagonal engastada en el muro, que alberga en su interior una escalera,  y que permite el acceso, por un balcón exterior, a una tribuna ahora desaparecida y a la cubierta que tuvo una vez un campanario; en la planta baja, a ambos lados de esta torreta, se encuentran las dos puertas de entrada, una al norte para los fieles, y la otra para los hermanos. Otra entrada se encuentra en la fachada sur, en el cuarto tramo yendo al este; fue embellecida en 1604-1628 mediante la construcción de una "antecapilla" abovedada de ogivas y formando un porche, en la alineación de las capillas laterales y de dos capillas orientales y decorado en 1629 por Mamet Simon, como aún se puede admirar hoy en día.
En la esquina suroeste de la iglesia, entre 1560 y 1581, se añadió un claustro del que no se conservan más que restos: una parte del muro de clausura norte, con una puerta con decoración gótica flamígera que permite el acceso de los fieles a la fachada oeste y por lo tanto a la entrada de la iglesia; y la esquina noroeste de las galerías norte y oeste incrustadas en la planta baja de inmuebles privados utilizados como vivienda.

Claustro y zona sur
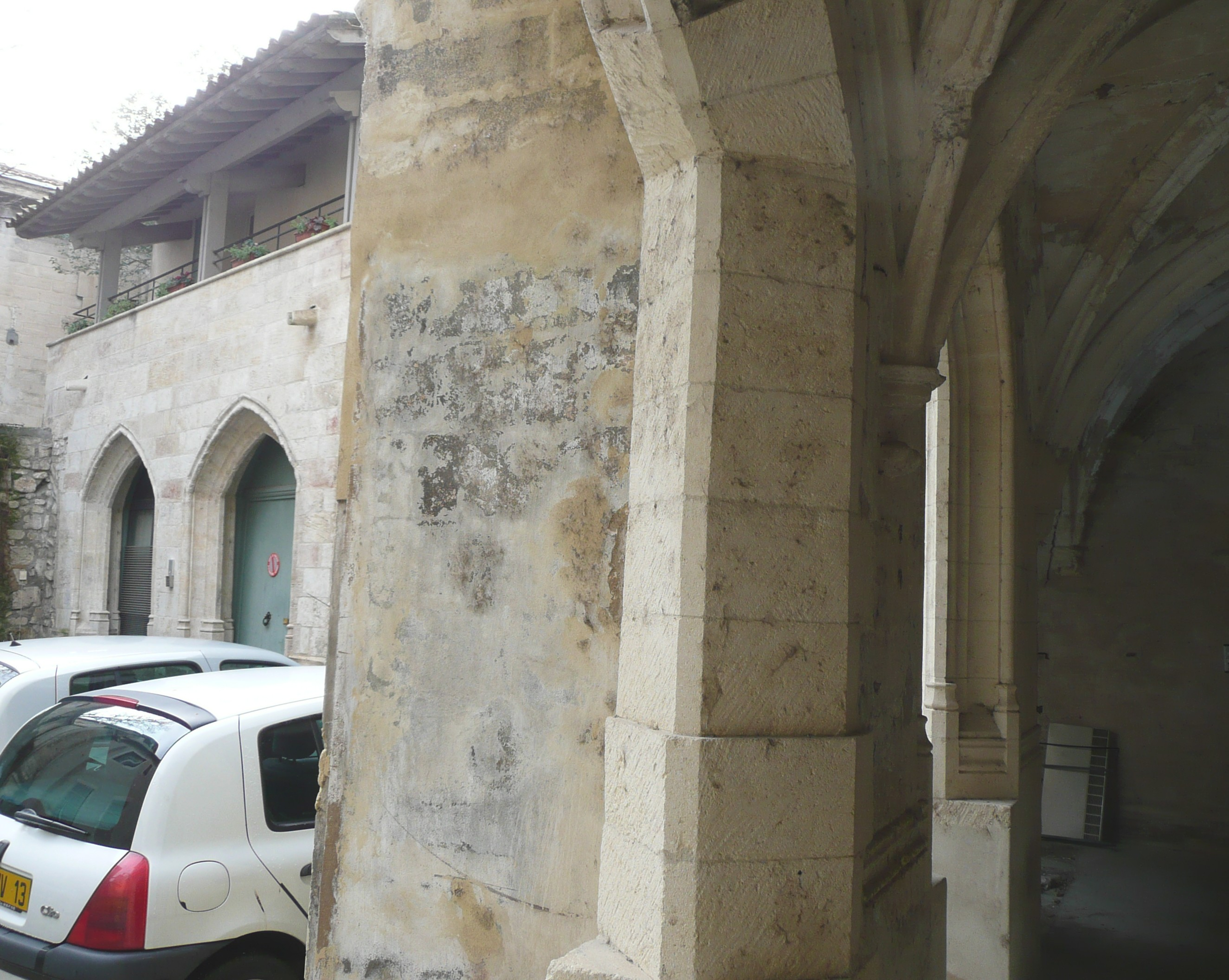
Vestigios del claustro, ángulo noroeste
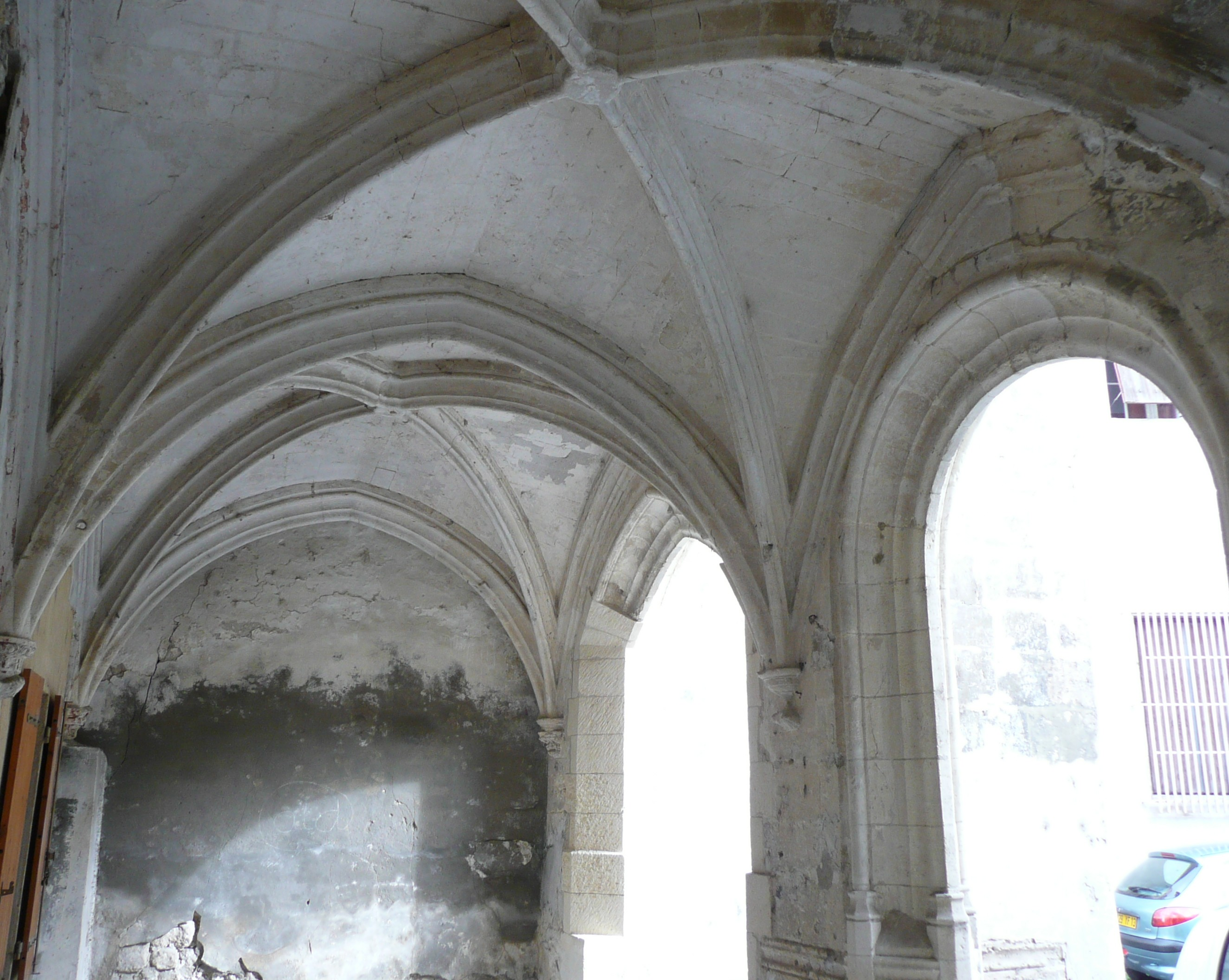
Inicio galería norte
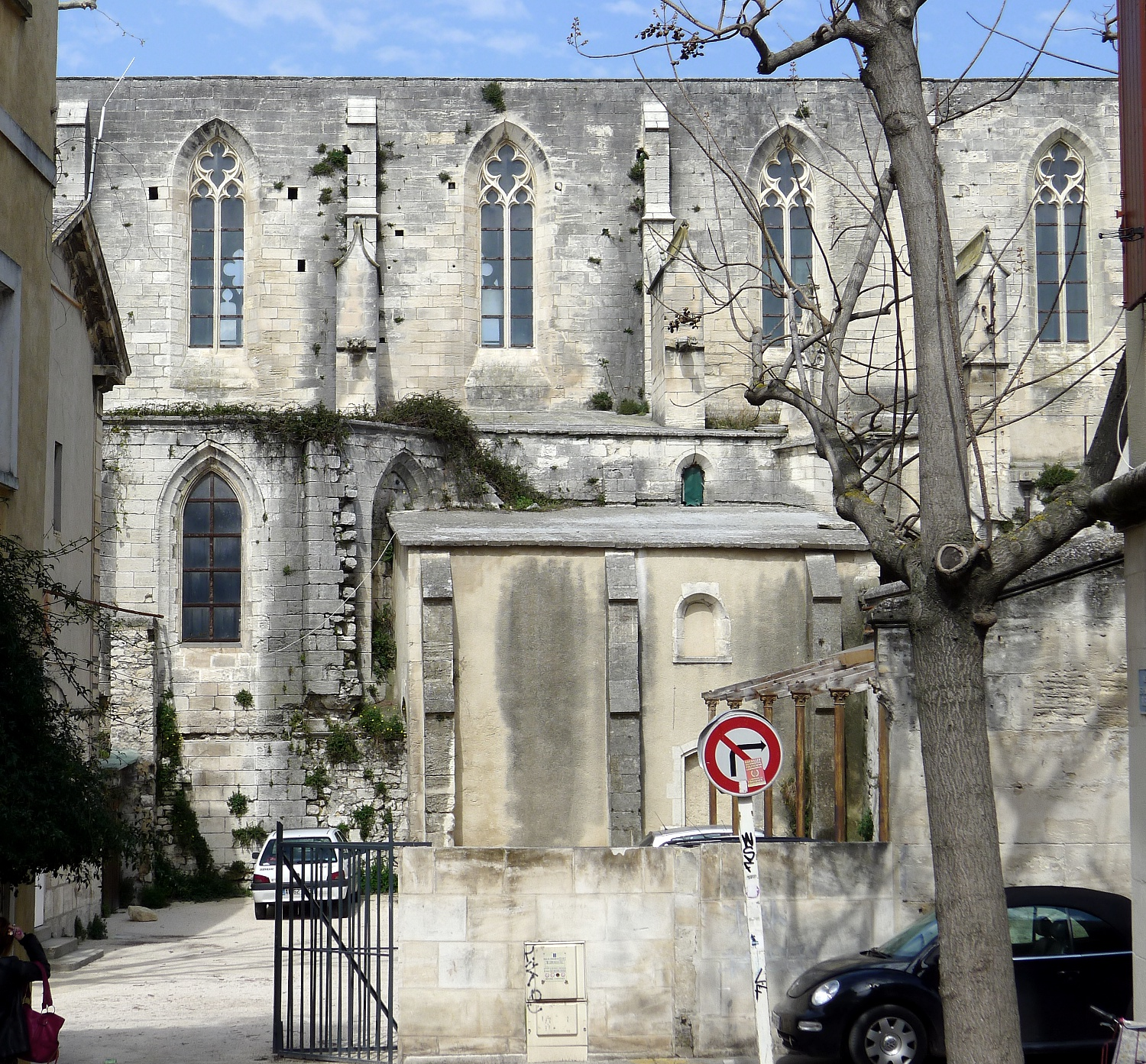
Fachada sur
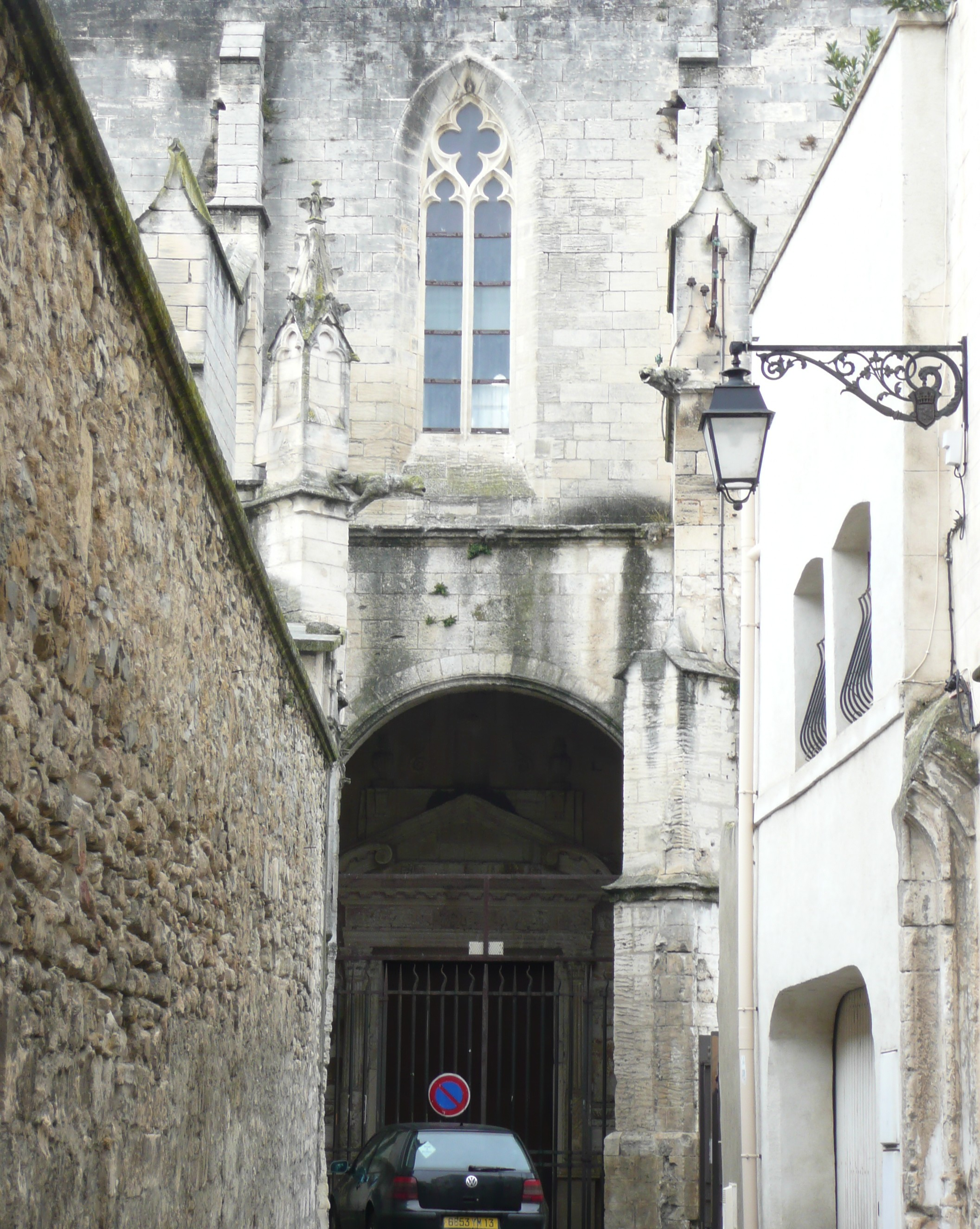
Entrada sur
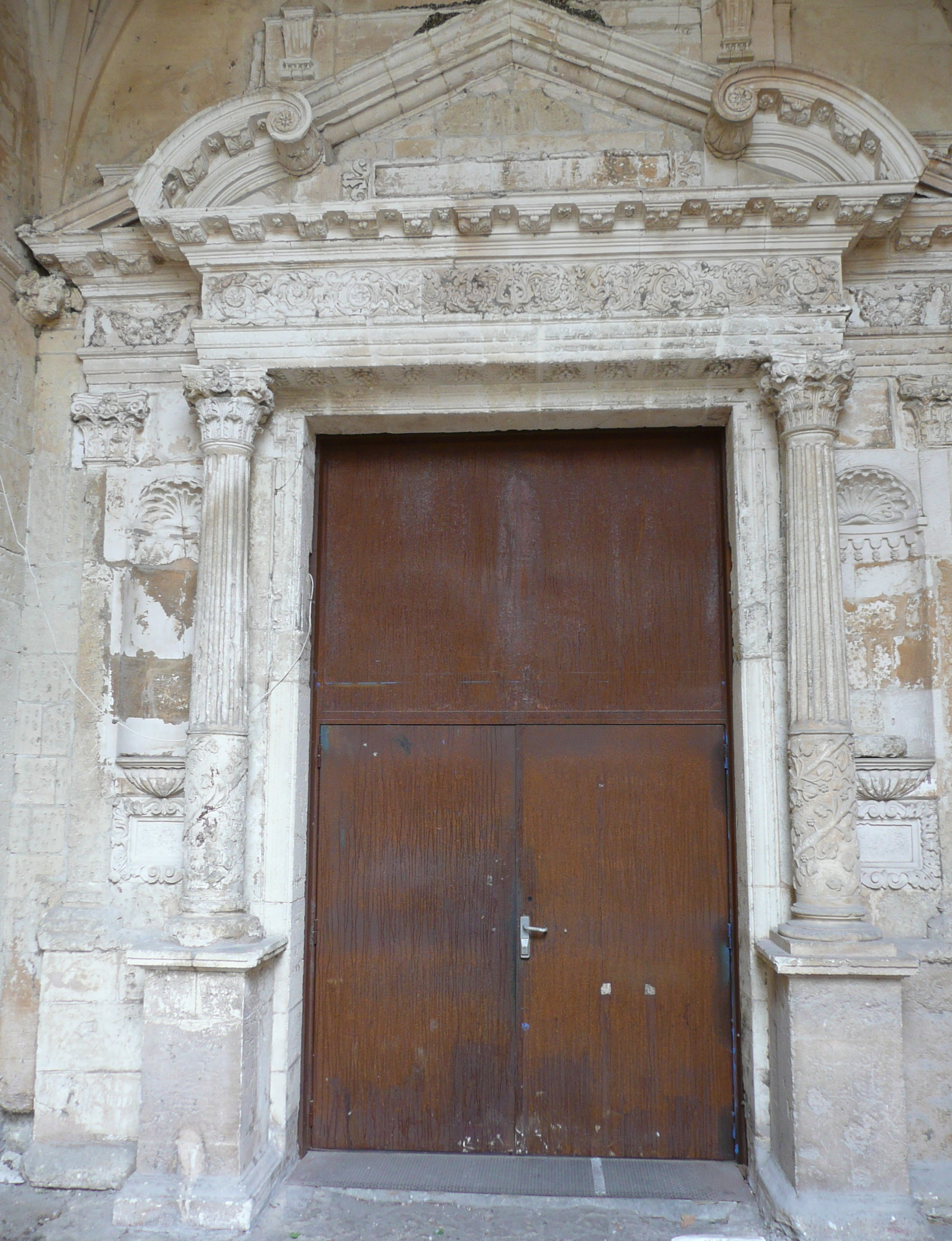
Porche sur, decoración de Mamet Simon

Las excavaciones arqueológicas llevadas a cabo de forma escalonada entre 1985 y 1988 mostraron que los pilares norte de la nave reposan directamente sobre un muro antiguo hecho de grandes piedras perfectamente talladas con almohadillado a ambos lados. Sería lo mismo para los pilares del sur debido a que estas antiguas paredes eran todavía visibles en el siglo XV y de ello se induce la anchura de la nave, que le serviría como cimentación.

Interior
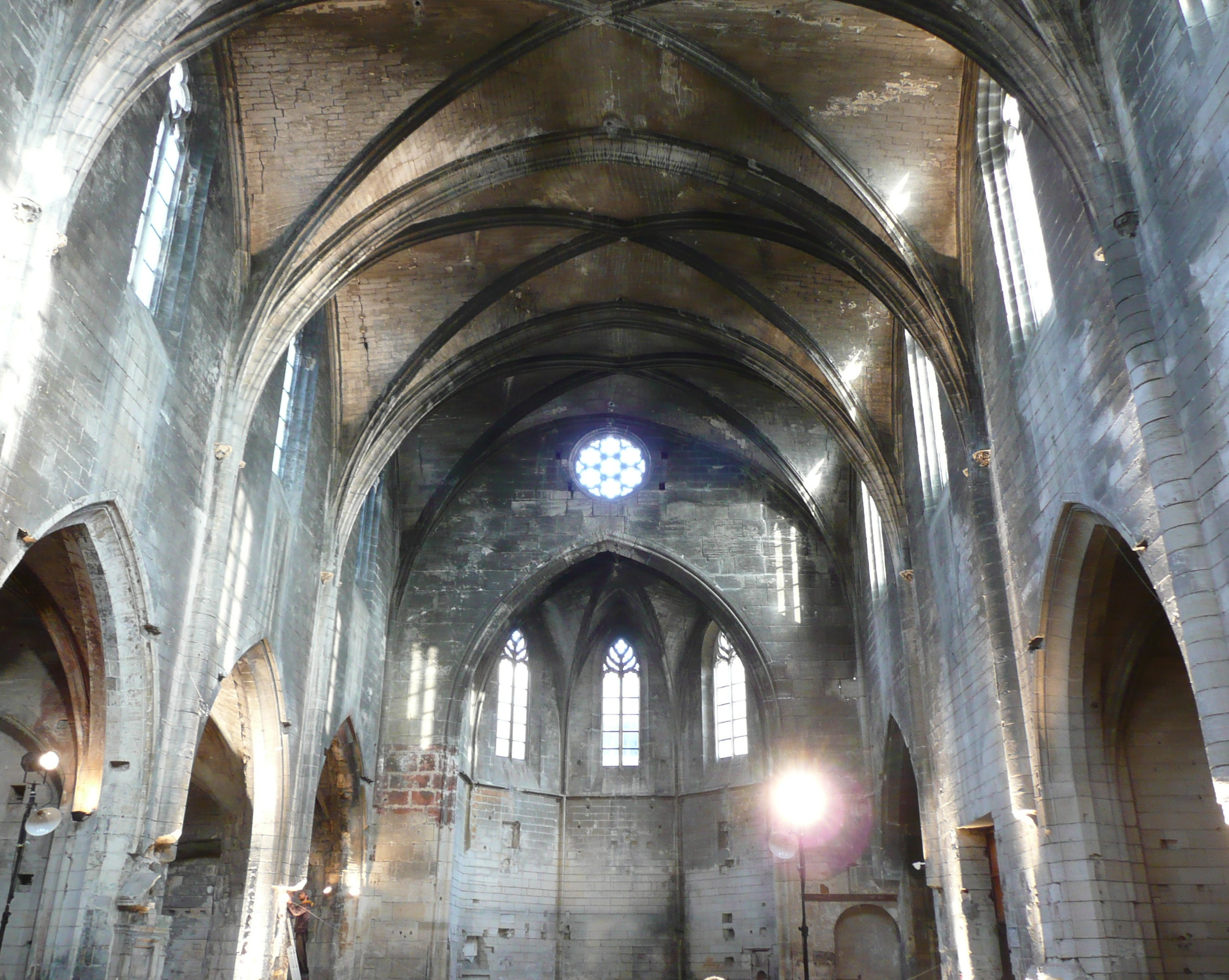
Nave hacia el coro
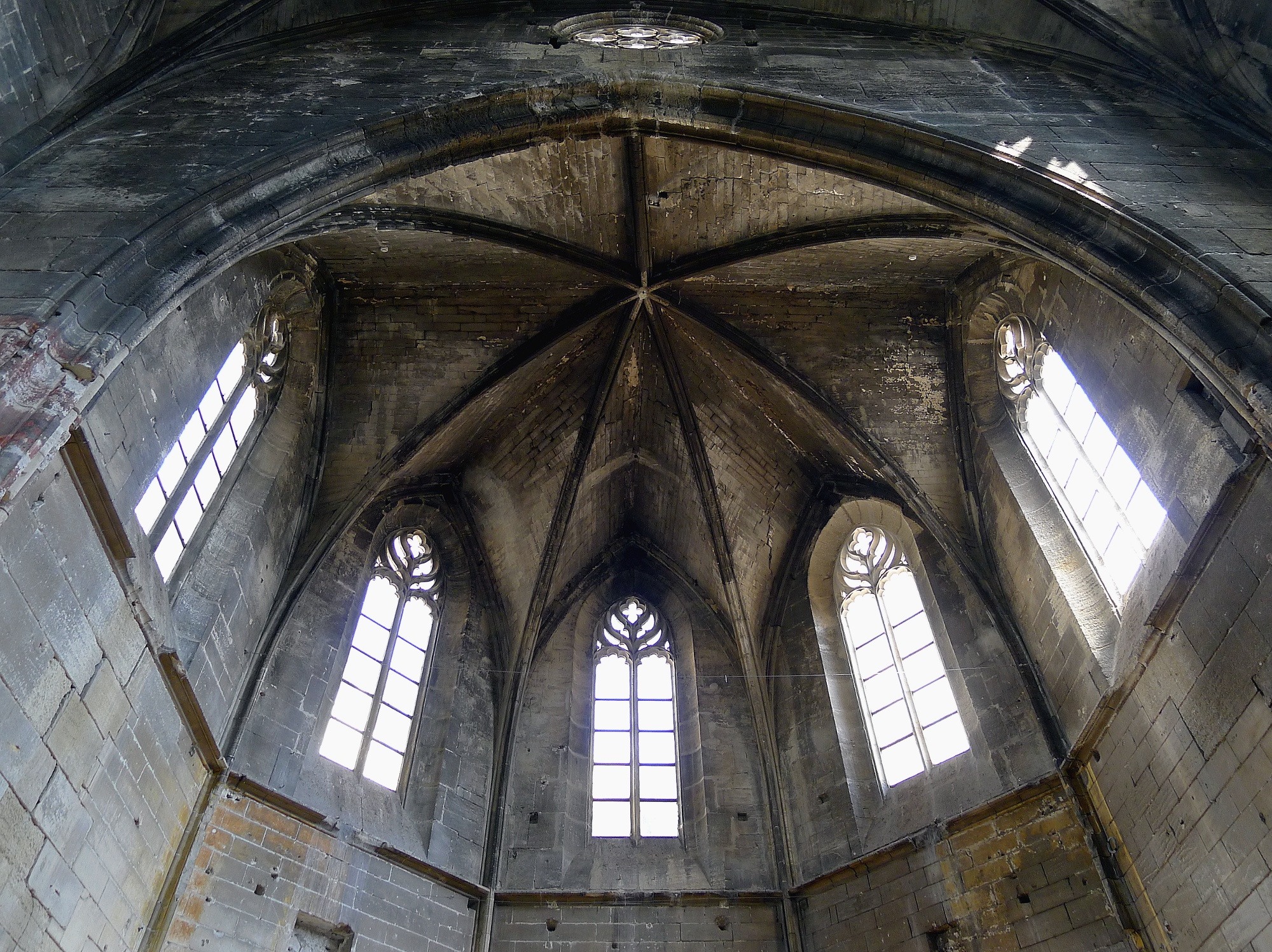
Bóveda parte alta del ábside
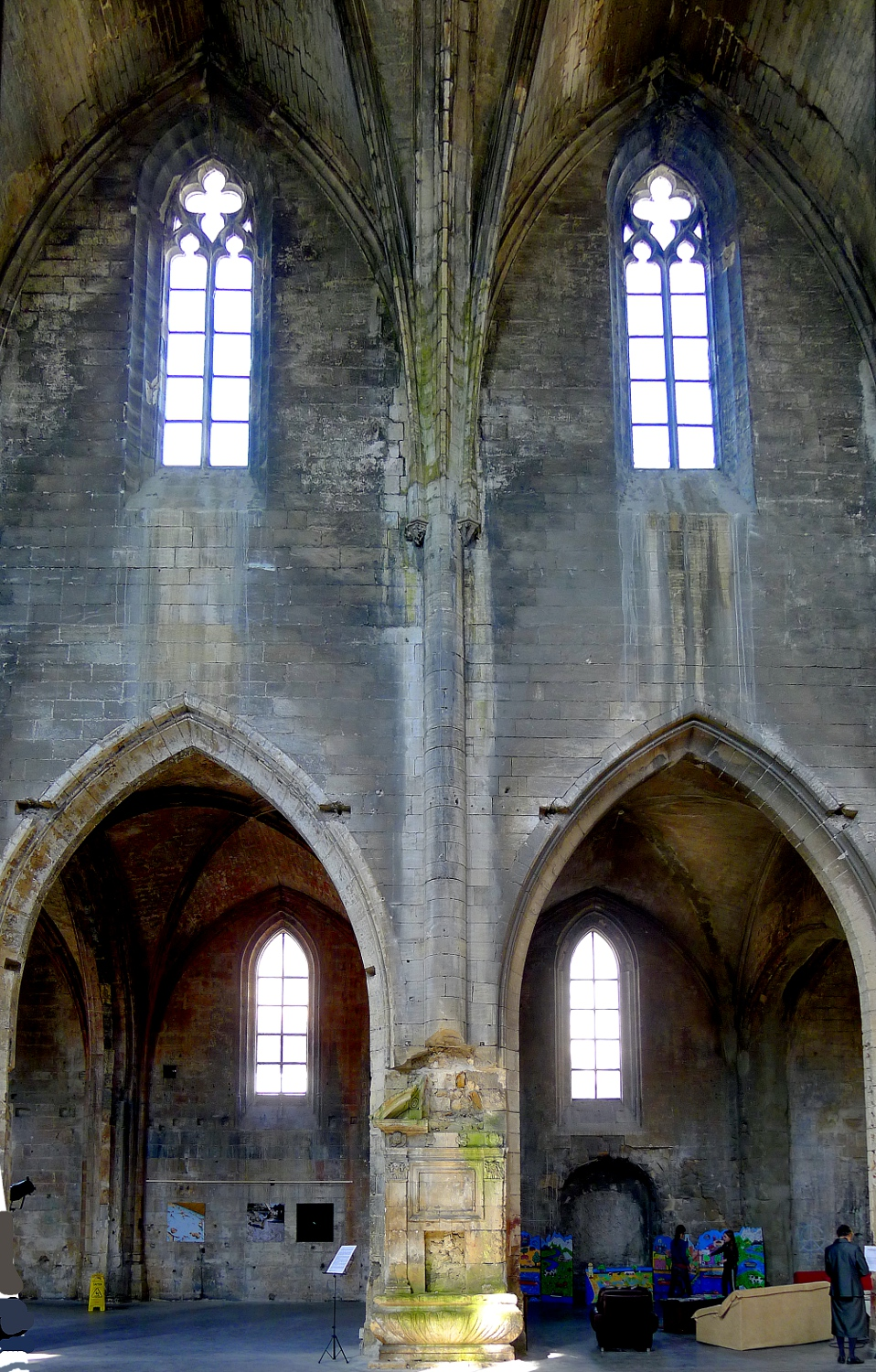
Nave lateral norte
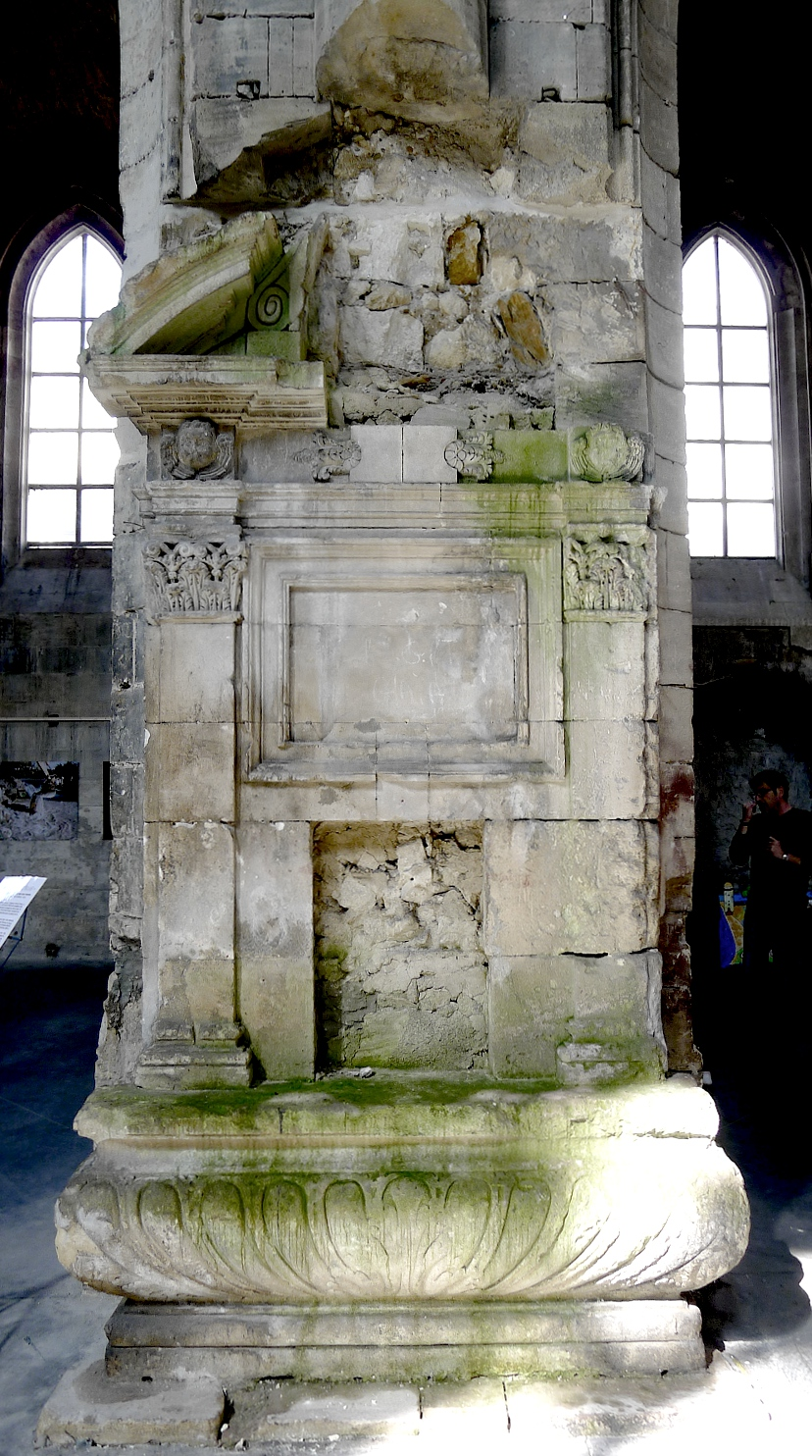
Detalle pilar norte
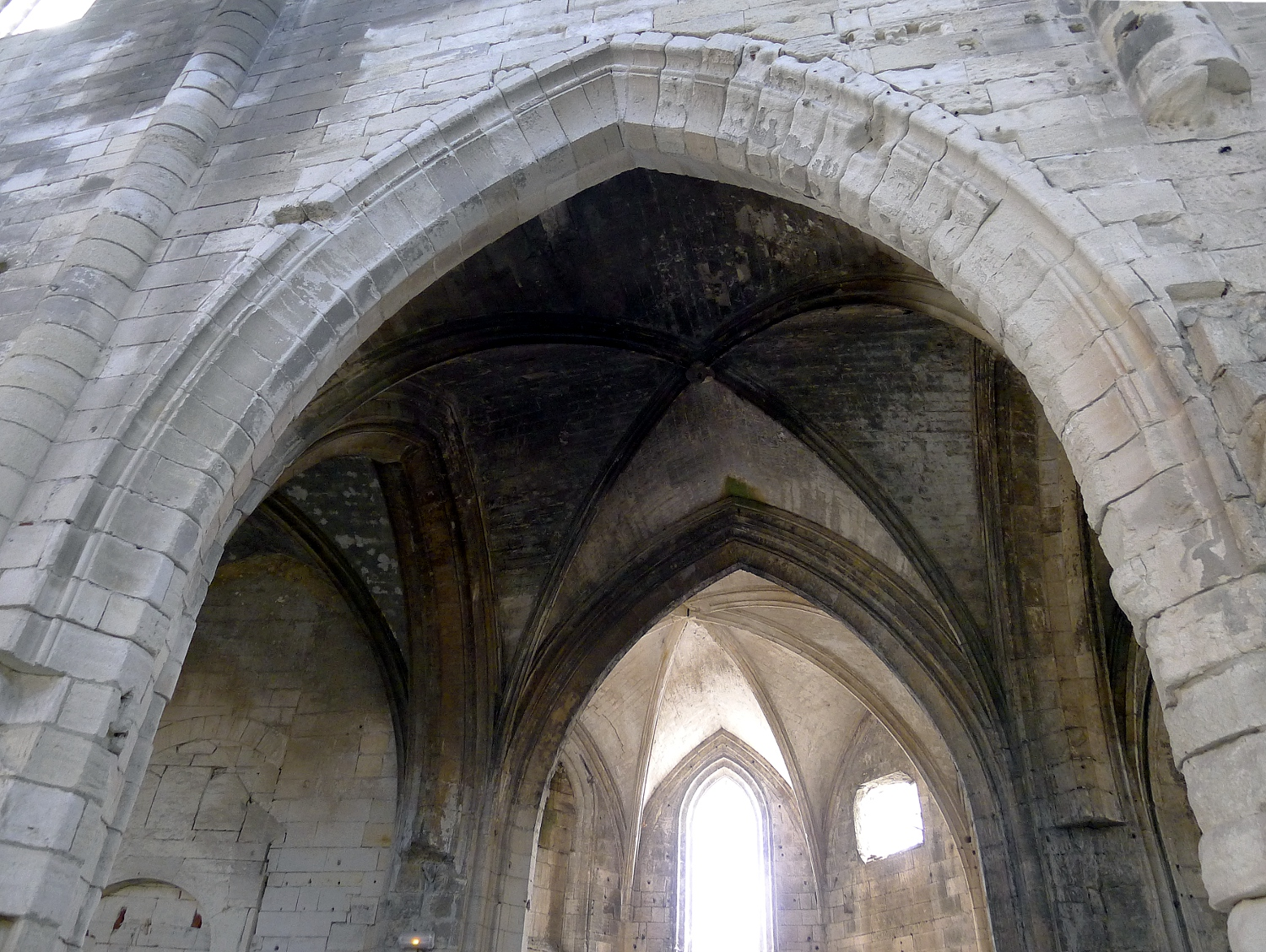
Crucería de ogivas de las naves laterales y capillas sur
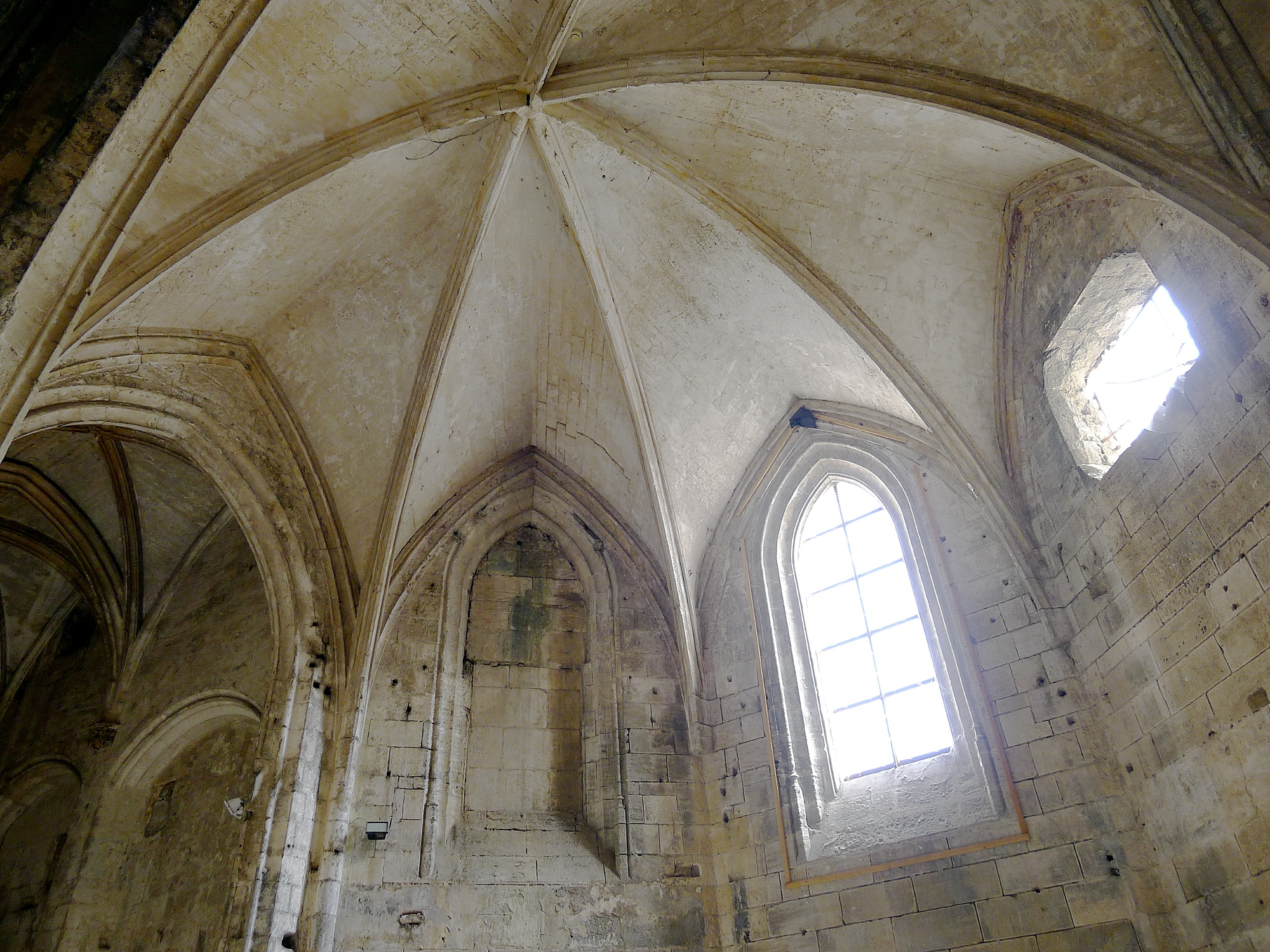
Bóveda capilla Saint-Dominique